# Умар Бен Салах
Умар Бен Салах (фр. Oumar Ben Salah, нар. 2 липня 1964, Абіджан) — івуарійський футболіст, що грав на позиції півзахисника, зокрема за низку французьких клубів, а також національну збірну Кот-д'Івуару, у складі якої — володар Кубка африканських націй 1992. 

## Клубна кар'єра
У дорослому футболі дебютував 1984 року виступами за команду «Стад Абіджан», в якій провів два сезони. 
1986 року був запрошений до французького друголігового «Сета», в якій провів три сезони.
У подальшому продовжував виступати у Лізі 2, спочатку за «Олімпік» (Авіньйон), а згодом, до 1994 року, за «Ле-Ман».

## Виступи за збірні
1983 року залучався до складу молодіжної збірної Кот-д'Івуару.
1987 року дебютував в офіційних матчах у складі національної збірної Кот-д'Івуару.
У складі збірної був учасником Кубка африканських націй 1988 року в Марокко і Кубка африканських націй 1990 року в Алжирі, на кожному з яких провів по дві гри.
Згодом виходив на поле у трьох іграх Кубка африканських націй 1992 року в Сенегалі, де івуарійці стали континентальними чемпіонами. Цей успіх дозволив їм стати учасниками розіграшу Кубка конфедерацій 1992 року, де у їх складі також виступав Бен Салах.
Загалом протягом кар'єри у національній команді, яка тривала 7 років, провів у її формі 21 матч, забивши 4 голи.

## Титули і досягнення
- Володар Кубка африканських націй: 1992
- Бронзовий призер Кубка африканських націй: 1986